# Colle del Lys
Der Colle del Lys (auch: Colle del Lis) ist ein Straßenpass in der norditalienischen Metropolitanstadt Turin und gehört zur Region Piemont. Die Passhöhe befindet sich auf 1311 m s.l.m. Der Pass ist der einzige asphaltierte Übergang zwischen Susa- und Viùtal und verbindet die Orte Rubiana und Viù.

## Auffahrt
Die Nordauffahrt ist 13,5 Kilometer lang und weist eine durchschnittliche Steigung von 4,4 % auf. Sie hat ihren Ausgangspunkt in Viù und beginnt mit dem Abzweiger der SP197 von der SP32 und der Überquerung des Stura di Viù. Nach einer anfänglichen Rampe von rund 9 %, steigen die ersten 5,5 Kilometer mit rund 7 % an, ehe die Straße bei der Ortschaft Col San Giovanni abflacht. Die letzten acht Kilometer führen bei niedrigen Steigungsprozenten über Colletto und Niquidetto auf die Passhöhe, wobei der letzte Kilometer mit 6 % ansteigt.
Die Südauffahrt von Almese ist 13,7 Kilometer lang und weist eine durchschnittliche Steigung von 7 % auf. Auf den ersten Kilometern geht es durch Rubiana, wobei die Straße nach drei Kilometern kurzzeitig abflacht. Ein weiteres längeres Flachstück folgt zwischen Mollarbrunatto und Ferro Raimondo, ehe die letzten sechs Kilometer in dicht bewaldetem Gebiet mit rund 8 % im Schnitt ansteigen. Auf den letzten Kilometern werden dabei Kilometerschnitte von bis zu 9 % erreicht.

## Resistenza-Museum
Auf der Passhöhe befindet sich ein im Jahr 1955 erbauter Rundturm zum Gedenken an die 2.024 Menschen aus den Valli di Lanzo, Susa, Sangone und Chisone, die während der Resistenza, dem Widerstand gegen  italienischen Faschismus und deutsche Besatzung,  zwischen September 1943 und April 1945 ihr Leben verloren.
Daneben ist heute in der ehemaligen Casa Cantoniera das Ecomuseo della Resistenza ‚Carlo Mastri‘ untergebracht.

## Radsport
Im Jahr 2018 wurde erstmals eine Bergwertung des Giro d’Italia auf der Passhöhe des Colle del Lys abgenommen. Die Strecke der 19. Etappe führte damals in der frühen Rennphase über die Nordauffahrt, ehe es über den Colle delle Finestre und Sestriere zu einer Bergankunft bei Bardonecchia ging. Auf dem Colle del Lys wurde damals eine Bergwertung der 2. Kategorie abgenommen, die sich der Spanier Luis Léon Sánchez sicherte.
Ein Jahr später stand erstmals die Südauffahrt auf dem Programm, die als Bergwertung der 1. Kategorie in der frühen Rennphase der 13. Etappe überquert wurde.
Beim Giro d’Italia 2025 soll auf der 20. Etappe erneut die Nordauffahrt des Passes genutzt werden, ehe die Strecke über den Colle delle Finestre nach Sestriere führt.
| Jahr | Etappe     | Bergwertung  | Fahrer            | Auffahrt |
| ---- | ---------- | ------------ | ----------------- | -------- |
| 2018 | 19. Etappe | 2. Kategorie | Luis León Sánchez | Nord     |
| 2019 | 13. Etappe | 1. Kategorie | Giulio Ciccone    | Süd      |
| 2025 | 20. Etappe | 2. Kategorie |                   | Nord     |